# El loco
El loco es una obra del escritor libanés Yibrán Jalil Yibrán publicada por primera vez en 1918 en Estados Unidos por la editorial Alfred A. Knopf, con ilustraciones del propio Yibrán. Fue el primer libro del autor en ser publicado en inglés, marcando el comienzo de la segunda fase de su carrera.

## Argumento
Esta obra es muy corta, centrando el argumento en multitud de historias, anécdotas, parábolas y reflexiones de tipo espiritual contadas desde la perspectiva de un hombre que se considera loco a sí mismo.
Consta de una introducción hecha por él mismo y 34 capítulos también muy pequeños, los cuales son:
- Poemas principales

1. Dios,
2. Amigo Mío,
3. El Espantapájaros
4. Las Sonámbulas
5. El perro sabio
6. Los dos ermitaños
7. Del Dar y el Recibir
8. Los Siete Egos
9. La Guerra
10. La Zorra
11. EL rey sabio
12. Ambición
13. El nuevo placer
14. El otro idioma
15. La Granada
16. Las dos jaulas
17. Las tres hormigas
18. El Sepulturero
19. En la escalinata del Templo
20. La Ciudad Bendita
21. El Dios bueno y el Dios malo
22. Derrota
23. La noche y el loco
24. Rostros
25. El mar mayor
26. Crucificado
27. El Astrónomo
28. El gran anhelo
29. Dijo una hoja de hierba
30. El ojo
31. Los dos eruditos
32. Cuando nació mi tristeza
33. Y cuando nació mi alegría...
34. "El mundo perfecto"